# Hrobka Kinských (Mlékosrby)
Hrobka Kinských je pohřebiště chlumecké větve českého šlechtického rodu Kinských při kostele sv. Filipa a Jakuba v Mlékosrbech v okrese Hradec Králové. Hrobka byla založena v roce 1818 Leopoldem II. Josefem Kinským. V roce 1930 byla rozšířena. Kostel ani hrobka nejsou památkově chráněny.

## Historie

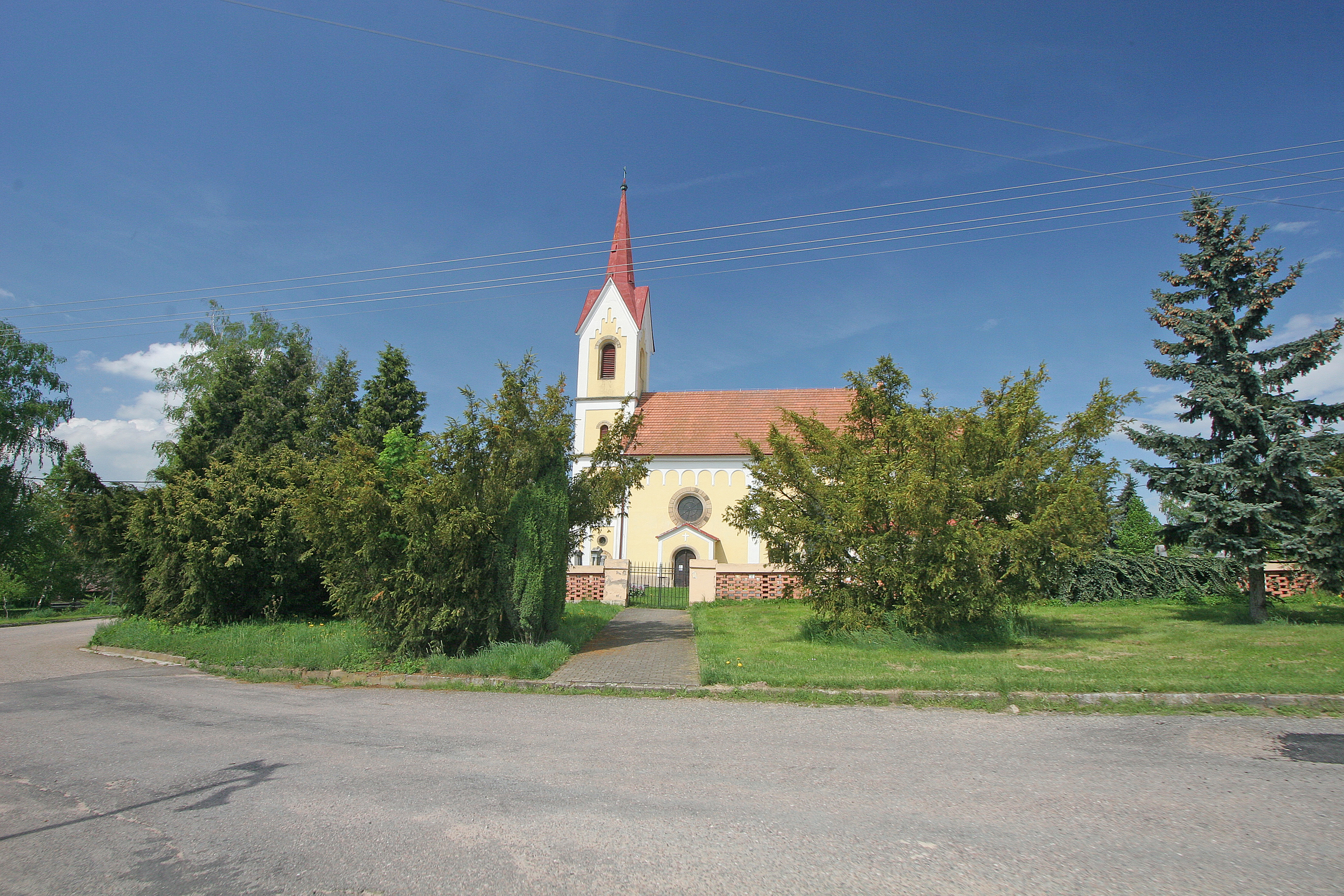
Kostel sv. Filipa a Jakuba, pod kterým se hrobka nachází

Mlékosrby byly jako součást chlumeckého panství od roku 1611 s přerušením v letech 1618–1620 v majetku rodu Kinských z Vchynic a Tetova. Původně barokní kostel sv. Filipa a Jakuba z roku 1709 byl v roce 1882 novorománsky upraven.
Rodinná hrobka byla založena v roce 1818 majitelem chlumeckého panství a zámku Karlova Koruna Leopoldem II. Josefem Kinský (1764–1831). Učinil tak na přání své matky Kristýny z Liechtensteinu (1741–1819). Hrobka obdélného půdorysu byla zbudována pod panskou oratoří a disponovala samostatným vchodem zvenku. Dokončena byla 12. července 1818. Do hrobky byly převezeny ostatky několika předčasně zesnulých rodinných příslušníků z lesní kaple sv. Ferdinanda v Žehuňské oboře.
Od září do listopadu 1930 byla hrobka na popud tehdejšího majitele chlumeckého velkostatku Františka Xavera Kinského (1878–1935) rozšířena, prohloubena a upravena. Prodloužené schodiště bylo opatřeno novým oknem. Pohřební komora byla vybavena třísektorovým regálem pro ukládání rakví. Hrobka byla vysvěcena farářem v přítomnosti hraběte a několika hostů 18. listopadu 1930. Po dobu stavebních prací byly rakve s ostatky uloženy ve farní kolně. Tělesné ostatky z rozpadlých rakví byly přeloženy do nových, ovšem ve dvojicích (např. manželský pár), čímž se počet rakví ze šestnácti zredukoval na osm. Rakve byly uloženy na spodním patře regálu, vykropeny a sektor zazděn.
Ve stejné době byl otevřen hrob barona Karla Wüsthoffa a jeho manželky Terezie hraběnky Kinské, který se nacházel poblíž hrobky na zdejším hřbitově. Exhumované ostatky manželského páru byly uloženy do nové menší rakve a odvezeny pryč. Hrob byl poté zrušen a zasypán.
Dne 1. prosince 1936 nechal nový majitel chlumeckého velkostatku Zdenko Radslav Kinský (1896–1975) převézt ostatky svých rodičů a sourozenců. Šest rakví bylo přepraveno po železnici z Chlumce nad Cidlinou do zastávky Luková, odkud je do Mlékosrb dovezl nákladní automobil. Rakve byly uloženy na horní patro regálu.
Období komunismu přerušilo pohřbívání. Zdenko Radslav Kinský, kterému byl majetek v roce 1948 znárodněn, a jeho manželka Eleonora Clam-Gallasová, ovdovělá Schwarzenbergová (1887–1967) byli pohřbeni v Dietrichsteinské hrobce na Vídeňském ústředním hřbitově. Jejich syn Václav Norbert Kinský (1924–2008) byl pohřben v Pugnanu.
Tradice pohřbívání do této hrobky byla obnovena až dlouho po Sametové revoluci, v roce 2008 zde byl pochován Radslav Kinský (1928–2008), který zrestituoval statek Žďár nad Sázavou.

## Popis
Hrobka se nachází pod panskou oratoří, která přiléhá k presbytáři a části hlavní lodi z jižní strany. Vchod je zleva, jednokřídlé dveře byly vyrobeny z tenkostěnného plechu. Nad vstupem je upevněn kovový medailon, ve kterém je rodový erb Kinských a jejich motto Bůh, čest, vlast. V úrovni přízemí je hrobka od oratoře oddělena zděnou příčkou. Levé okno osvětluje schodiště do krypty, dvě pravá okna vedou na oratoř.
Na jižní straně jsou mezi okny klasicistní pískovcové náhrobní kameny zakladatele hrobky Leopolda II. Josefa hraběte Kinského a jeho choti Terezie Kinské, rozené svobodné paní Puteani. Náhrobníky měří 1,10 metru na šířku a 2,20 metru na výšku. Skládají se ze soklového podstavce,
nápisového pole a horní reliéfní římsy, na níž je v případě hraběte umístěn rodový erb Kinských a v případě hraběnky alianční znak Kinských a Puteani. Erby završují plastické hodnostní koruny.
Na nápisových deskách je následující text:
| Leopold II. Josef Kinský | Marie Terezie Puteani |
| LEOPOLD HRABĚ KINSKY PAN NA CHLUMCZY A KRATONOŽICH NAROZEN 29 BŘEZNA 1764 W PANU ZESNUL 1 DUBNA ROKU 1831 ODPOČIWEG TUTO MEZI KWITIM DRAHY OTČE DOBRY MANŽELY TEBE SLZE TWYCH UPŘÍMNÝCH DÍTEK CO CSY NAMA WŠEMU ČLOWĚČENSTVU W ŽITI BYL ŘEČ CHUDA NEGEWI ALE KAŽDY Z TWYCH PODANYCH ŘEKNE DRAHY OTČE SPY ZDE W POKOGY. * UNTER BLUMEN RUHET HIER EIN EDLER BIEDERMANN LETZTEN TIEFEN SCHLAF. DEN DER PFEIL DES MITLEIDLOSEN TODES IN DEN ARMEN SEINER LIEBEN TRAF WEINEN SENKTEN SIE AUF SEINE ASCHE DIESEN SCHLICHTEN ANSPRUCHSLOSEN STEIN UND DIE BITTERN ZAEHREN DER VERLASZNEN (?) WEIHTEN IHN ZUM TRAUERDENKMAL EIN.. | TEREZIE HRABENKA KINSKA ROZENÁ SVOBODNÁ PANÍ PUTEANI NAROZENÁ 29. SRPNA 1778, V PÁNU ZESNULÁ 22 DUBNA 1863 Z tohoto světa plného strasti Odebrala se do jiné vlasti Kde věčná radost panuje Že se tam zase jednou uhlídame A Bohu díky společně vzdáme To naše touha, to naše naděje! * Entrissen bist Du deinen Lieben Die trauernd hier zurückgeblieben Doch übernannt ihr sehnend Herz An seinen Grab der Trennung Schmerz Dann ... (?) Dein Bild herab aus Geister Höhn (?) Und bringt den ...(?) Trost von oben Und ...(?) |

Dále vpravo v rohové nice stojí náhrobník Jana Kinského, který má podobu přes dva metry vysokého mramorového obelisku s plastikou rodového erbu. Vedle něho je ještě malá náhrobní deska Zikmunda Kinského, kterou také zdobí plastický erb.
| Jan Křtitel Kinský | Zikmund Kinský |
| Hic in deo requiescit Jllustrissimus dominus, dominus JOANNES e comitibus KINSKY de Vchynic et Tetov, natus VII. calendas Julii 1815, defunctus Aquis Francisci die IX. cal. Septembris 1868. - Pax aeterna sit dilectissimo conjugi patrique, optimo, cui in perpetuam memoriam, hoc monumentum dedicant moesta conjux Jphygenia comitissa KINSKY, e lib. principibus Dadanyi de Gyülvész, grati piique liberi JRENE ZDENCO SIGISMUNDUS EUGENIUS MARIA ANNA 1869. | Sigismundus comitibus KINSKY a Chinitz et Tettau deliciae matris amor fratrum sororumque natus 14. Apr. 1847. obiit 17. Sept. 1869. |

## Seznam pohřbených
Kinští byli nebo stále jsou pohřbíváni v několika hrobkách, např. v hrobce v Budenicích, Náměsti na Hané, Sloupu v Čechách nebo Lešné.

### Chronologicky podle data úmrtí (výběr)
V tabulce jsou uvedeny základní informace o pohřbených. Fialově jsou vyznačeni příslušníci rodu Kinských, žlutě jsou vyznačeni manželé nebo manželky z jiných rodů, pokud zde byli pohřbeni. Zeleně jsou vyznačeny osoby, které byly pohřbeny původně někde jinde. Červeně jsou vyznačeni majitelé panství a později velkostatku Chlumec nad Cidlinou. Modře je vyznačen pár, který byl pohřben poblíž hrobky na hřbitově. Generace jsou počítány od Jana Dlaska Vchynského († 1521). U manželek nebo manželů z jiných rodů je generace v závorce a týká se generace chotě nebo choti. Děti jsou vypsány v poznámce u matky, avšak pokud byla matka pohřbena jinde, jsou děti uvedeny v poznámce u otce. Seznam nemusí být úplný.
| Po-řadí | Gene-race | Jméno pohřbeného                                                       | Datum a místo narození                                  | Otec | Datum a místo sňatku, choť                                                                                                 | Pohřeb a uložení do hrobky | Poznámky |
| Po-řadí | Gene-race | Jméno pohřbeného                                                       | Datum a místo úmrtí                                     | Matka                                                                                                   | Datum a místo sňatku, choť                                                                                                 | Pohřeb a uložení do hrobky | Poznámky |
| ------- | --------- | ---------------------------------------------------------------------- | ------------------------------------------------------- | --- | --- | --- | --- |
| 1.      | 10.       | Ferdinand Kinský z Vchynic a Tetova                                    | 1772                                                    | František Ferdinand II. Kinský z Vchynic a Tetova 8. 12. 1738 Chlumec nad Cidlinou – 7. 4. 1806 Jihlava | | Ostatky převezeny v noci z 23. na 24. 7. 1818 z hrobky pod lesní kaplí sv. Ferdinanda v Žehuňské oboře (Kněžičky) do Mlékosrb. | |
| 1.      | 10.       | Ferdinand Kinský z Vchynic a Tetova                                    | 1813                                                    | Marie Kristýna z Liechtensteinu (č. 4)                                                                  | | Ostatky převezeny v noci z 23. na 24. 7. 1818 z hrobky pod lesní kaplí sv. Ferdinanda v Žehuňské oboře (Kněžičky) do Mlékosrb. | |
| 2.      | 11.       | Mořic Leopold Kinský z Vchynic a Tetova                                | 10. 5. 1809 Chlumec nad Cidlinou (zámek Karlova Koruna) | Leopold II. Josef Kinský z Vchynic a Tetova (č. 8)                                                      | | Pohřben 18. 3. 1816 v hrobce pod lesní kaplí sv. Ferdinanda v Žehuňské oboře (Kněžičky). Ostatky převezeny v noci z 23. na 24. 7. 1818 do Mlékosrb. | Zemřel ve věku 6 let. |
| 2.      | 11.       | Mořic Leopold Kinský z Vchynic a Tetova                                | 18. 3. 1816 Chlumec nad Cidlinou (zámek Karlova Koruna) | Marie Terezie z Puteani (č. 10)                                                                         | | Pohřben 18. 3. 1816 v hrobce pod lesní kaplí sv. Ferdinanda v Žehuňské oboře (Kněžičky). Ostatky převezeny v noci z 23. na 24. 7. 1818 do Mlékosrb. | Zemřel ve věku 6 let. |
| 3.      | 11.       | Františka Kinská z Vchynic a Tetova                                    | 4. 10. 1817 Chlumec nad Cidlinou (zámek Karlova Koruna) | Leopold II. Josef Kinský z Vchynic a Tetova (č. 8)                                                      | | Pohřbena 18. 7. 1818. | Zemřela ve věku tři čtvrtě roku. |
| 3.      | 11.       | Františka Kinská z Vchynic a Tetova                                    | 16. 7. 1818 Chlumec nad Cidlinou (zámek Karlova Koruna) | Marie Terezie z Puteani (č. 10)                                                                         | | Pohřbena 18. 7. 1818. | Zemřela ve věku tři čtvrtě roku. |
| 4.      | (9.)      | Marie Kristýna z Liechtensteinu                                        | 1. 9. 1741                                              | Emanuel z Liechtensteinu 3. 2. 1700 Vídeň – 15. 1. 1771 Vídeň                                           | 18. 5. 1761 Vídeň: František Ferdinand II. Kinský z Vchynic a Tetova 8. 12. 1738 Chlumec nad Cidlinou – 7. 4. 1806 Jihlava | Do hrobky uložena 6. 5. 1819. | Narodily se jí následující děti: - 1. Kristýna (*/ 1762) - 2. Leopold II. Josef (1764–1831; č. 8) - 3. Maria Anna (1765–1837) - 4. Karel (1766–1831) - 5. Eleonora (1767–?) - 6. František Josef (1768–1843) - 7. Filip (1770–1776) - 8. Ferdinand (1772–1813; č. 1) - 9. Ferdinand Prokop (1772–1843) - 10. Marie Kristýna (1773–1815) - 11. Antonín (1774 nebo 1779–1864) - 12. Marie Barbora, provd. Koháry de Csábrág et Szitnya (1774 nebo 1775–1798) - 13. Kristián (1776–1835) - 14. Filip František (1777–1794 nebo 1798) - 15. Josef (1778–1798) Manžel byl pohřben v kostele sv. Voršily v Chlumci nad Cidlinou. |
| 4.      | (9.)      | Marie Kristýna z Liechtensteinu                                        | 30. 4. 1819 Vídeň                                       | Marie Antonie z Dietrichsteinu 10. 9. 1706 – 7. 6. 1777 Vídeň                                           | 18. 5. 1761 Vídeň: František Ferdinand II. Kinský z Vchynic a Tetova 8. 12. 1738 Chlumec nad Cidlinou – 7. 4. 1806 Jihlava | Do hrobky uložena 6. 5. 1819. | Narodily se jí následující děti: - 1. Kristýna (*/ 1762) - 2. Leopold II. Josef (1764–1831; č. 8) - 3. Maria Anna (1765–1837) - 4. Karel (1766–1831) - 5. Eleonora (1767–?) - 6. František Josef (1768–1843) - 7. Filip (1770–1776) - 8. Ferdinand (1772–1813; č. 1) - 9. Ferdinand Prokop (1772–1843) - 10. Marie Kristýna (1773–1815) - 11. Antonín (1774 nebo 1779–1864) - 12. Marie Barbora, provd. Koháry de Csábrág et Szitnya (1774 nebo 1775–1798) - 13. Kristián (1776–1835) - 14. Filip František (1777–1794 nebo 1798) - 15. Josef (1778–1798) Manžel byl pohřben v kostele sv. Voršily v Chlumci nad Cidlinou. |
| 5.      | 11.       | Leopoldina Kinská z Vchynic a Tetova                                   | 1. 6. 1820 Chlumec nad Cidlinou (zámek Karlova Koruna)  | Leopold II. Josef Kinský z Vchynic a Tetova (č. 8)                                                      | | Pohřbena v březnu 1821. | |
| 5.      | 11.       | Leopoldina Kinská z Vchynic a Tetova                                   | 10. 3. 1821                                             | Marie Terezie z Puteani (č. 10)                                                                         | | Pohřbena v březnu 1821. | |
| 6.      | 11.       | Filip Emanuel Kinský z Vchynic a Tetova                                | 13. 8. 1806 Chlumec nad Cidlinou (zámek Karlova Koruna) | Leopold II. Josef Kinský z Vchynic a Tetova (č. 8)                                                      | | Pohřben 16. 8. 1824. | Poručík c. k. královského husarského pluku č. 6 krále württemberského. Zemřel ve věku 18 let ku schnilosti lícních kostí. |
| 6.      | 11.       | Filip Emanuel Kinský z Vchynic a Tetova                                | 13. 8. 1824 Chlumec nad Cidlinou (zámek Karlova Koruna) | Marie Terezie z Puteani (č. 10)                                                                         | | Pohřben 16. 8. 1824. | Poručík c. k. královského husarského pluku č. 6 krále württemberského. Zemřel ve věku 18 let ku schnilosti lícních kostí. |
| 7.      | 11.       | Marie Magdalena (Marianna) Kinská z Vchynic a Tetova                   | 1819                                                    | Leopold II. Josef Kinský z Vchynic a Tetova (č. 8)                                                      | | Pohřbena 8. 9. 1824. | Zemřela ve věku 5 let na ztvrdnutí a vodnatelnost. |
| 7.      | 11.       | Marie Magdalena (Marianna) Kinská z Vchynic a Tetova                   | 6. 9. 1824 Chlumec nad Cidlinou (zámek Karlova Koruna)  | Marie Terezie z Puteani (č. 10)                                                                         | | Pohřbena 8. 9. 1824. | Zemřela ve věku 5 let na ztvrdnutí a vodnatelnost. |
| 8.      | 10.       | Leopold II. Josef Kinský z Vchynic a Tetova                            | 29. 3. 1764 Vídeň                                       | František Ferdinand II. Kinský z Vchynic a Tetova 8. 12. 1738 Chlumec nad Cidlinou – 7. 4. 1806 Jihlava | 21. 10. 1805 Soutice: Marie Terezie z Puteani (č. 10)                                                                      | Pohřben 4. 4. 1831. | Nejvyšší dědičný hofmistr Českého království, majitel panství Chlumec nad Cidlinou a Kratonohy. Zakladatel hrobky. Zemřel ve věku 67 let na mozkovou mrtvici. |
| 8.      | 10.       | Leopold II. Josef Kinský z Vchynic a Tetova                            | 1. 4. 1831 Chlumec nad Cidlinou (zámek Karlova Koruna)  | Marie Kristýna z Liechtensteinu (č. 4)                                                                  | 21. 10. 1805 Soutice: Marie Terezie z Puteani (č. 10)                                                                      | Pohřben 4. 4. 1831. | Nejvyšší dědičný hofmistr Českého království, majitel panství Chlumec nad Cidlinou a Kratonohy. Zakladatel hrobky. Zemřel ve věku 67 let na mozkovou mrtvici. |
| 9.      | 11.       | František Kinský z Vchynic a Tetova                                    | 25. 2. 1828                                             | Leopold II. Josef Kinský z Vchynic a Tetova (č. 8)                                                      | | V Sedlicích v Čechách nad ním 28. 1. 1851 vykonány církevní obřady. Poté odvezen do Chlumce nad Cidlinou a pohřben 1. 2. v rodinné kryptě v Mlékosrbech. | Nadporučík c. k. husarského pluku č. 10. Zemřel ve věku 22 let na tyfus. |
| 9.      | 11.       | František Kinský z Vchynic a Tetova                                    | 26. 1. 1851 Sedlice v Čechách                           | Marie Terezie z Puteani (č. 10)                                                                         | | V Sedlicích v Čechách nad ním 28. 1. 1851 vykonány církevní obřady. Poté odvezen do Chlumce nad Cidlinou a pohřben 1. 2. v rodinné kryptě v Mlékosrbech. | Nadporučík c. k. husarského pluku č. 10. Zemřel ve věku 22 let na tyfus. |
| 10.     | (10.)     | Marie Terezie z Puteani                                                | 29. 8. 1787 Soutice                                     | Josef Ferdinand (František Antonín) z Puteani                                                           | 21. 10. 1805 Soutice: Leopold II. Josef Kinský z Vchynic a Tetova (č. 8)                                                   | | Narodily se jí následující děti: - 1. Filip Emanuel (1806–1824; č. 6) - 2. Mořic Leopold (1809–1816; č. 2) - 3. Oktavián (1813–1896; č. 17) - 4. Kristýna (1814–1857) - 5. Jan Křtitel (1815–1868; č. 11), dvojče - 6. Anna, provd. Bianchi di Casalanza (1815–1862; pohřbena ve Villa Veneta poblíž Mogliana), dvojče - 7. Františka (1817–1818; č. 3) - 8. Marie Magdalena (Marianna, 1819–1824; č. 7) - 9. Leopoldina (1820–1821; č. 5) - 10. Terezie, provd. z Wüsthoffu (1822–1904; č. 18) - 11. Barbora, provd. zu Brandis (1826–1901) - 12. František (1828–1851; č. 9) - 13. Karolína (*/† 1831) |
| 10.     | (10.)     | Marie Terezie z Puteani                                                | 22. 4. 1863 Praha                                       | Maria Anna Mladotová ze Solopisk                                                                        | 21. 10. 1805 Soutice: Leopold II. Josef Kinský z Vchynic a Tetova (č. 8)                                                   | | Narodily se jí následující děti: - 1. Filip Emanuel (1806–1824; č. 6) - 2. Mořic Leopold (1809–1816; č. 2) - 3. Oktavián (1813–1896; č. 17) - 4. Kristýna (1814–1857) - 5. Jan Křtitel (1815–1868; č. 11), dvojče - 6. Anna, provd. Bianchi di Casalanza (1815–1862; pohřbena ve Villa Veneta poblíž Mogliana), dvojče - 7. Františka (1817–1818; č. 3) - 8. Marie Magdalena (Marianna, 1819–1824; č. 7) - 9. Leopoldina (1820–1821; č. 5) - 10. Terezie, provd. z Wüsthoffu (1822–1904; č. 18) - 11. Barbora, provd. zu Brandis (1826–1901) - 12. František (1828–1851; č. 9) - 13. Karolína (*/† 1831) |
| 11.     | 11.       | Jan Křtitel Kinský z Vchynic a Tetova                                  | 24. 6. 1815 Chlumec nad Cidlinou (zámek Karlova Koruna) | Leopold II. Josef Kinský z Vchynic a Tetova (č. 8)                                                      | 17. 8. 1842 Peciu Nou (= Ujpécs): Ifigenie Dadányi de Gyülvész (č. 13)                                                     | | C. k. komoří (1851), rytmistr v záloze, majitel statku Velký Barchov. Zemřel ve věku 53 let na zánět pobřišnice (peritonitida). |
| 11.     | 11.       | Jan Křtitel Kinský z Vchynic a Tetova                                  | 22. 8. 1868 Františkovy Lázně                           | Marie Terezie z Puteani (č. 10)                                                                         | 17. 8. 1842 Peciu Nou (= Ujpécs): Ifigenie Dadányi de Gyülvész (č. 13)                                                     | | C. k. komoří (1851), rytmistr v záloze, majitel statku Velký Barchov. Zemřel ve věku 53 let na zánět pobřišnice (peritonitida). |
| 12.     | 12.       | Zikmund Kinský z Vchynic a Tetova                                      | 14. 4. 1847                                             | Jan Křtitel Kinský z Vchynic a Tetova (č. 11)                                                           | | Pohřben 27. 9. 1869. | Zemřel ve věku 22 let na tyfus. |
| 12.     | 12.       | Zikmund Kinský z Vchynic a Tetova                                      | 17. 9. 1869 Kissingen, Bavorsko                         | Ifigenie Dadányi de Gyülvész (č. 13)                                                                    | | Pohřben 27. 9. 1869. | Zemřel ve věku 22 let na tyfus. |
| 13.     | (11.)     | Ifigenie Dadányi de Gyülvész                                           | 17. 7. 1821 Temešvár                                    | Konstantin Dadányi de Gyülvész                                                                          | 17. 8. 1842 Peciu Nou (= Ujpécs): Jan Křtitel Kinský z Vchynic a Tetova (č. 11)                                            | Pohřbena 17. 10. 1882 v rodinné hrobce, dříve vykropena v Temešváru dle ritu pravoslavného. | Byla pravoslavného vyznání. Zemřela ve věku 61 let. Narodily se jí následující děti: - 1. Irena, provd. Dőry de Jobaháza (1843–1903; pohřbena v Zombě) - 2. Oktavián Zdenko (1844–1932; č. 21) - 3. Zikmund (1847–1869; č. 12) - 4. Evžen (1850–1896; č. 16) - 5. Marianne, provd. Nicolics de Rudna (1854–1938) |
| 13.     | (11.)     | Ifigenie Dadányi de Gyülvész                                           | 11. 10. 1882 Temešvár                                   | Alžběta de Damjanovics                                                                                  | 17. 8. 1842 Peciu Nou (= Ujpécs): Jan Křtitel Kinský z Vchynic a Tetova (č. 11)                                            | Pohřbena 17. 10. 1882 v rodinné hrobce, dříve vykropena v Temešváru dle ritu pravoslavného. | Byla pravoslavného vyznání. Zemřela ve věku 61 let. Narodily se jí následující děti: - 1. Irena, provd. Dőry de Jobaháza (1843–1903; pohřbena v Zombě) - 2. Oktavián Zdenko (1844–1932; č. 21) - 3. Zikmund (1847–1869; č. 12) - 4. Evžen (1850–1896; č. 16) - 5. Marianne, provd. Nicolics de Rudna (1854–1938) |
| 14.     | (11.)     | Anežka (Agnes) Schaffgotschová zv. Semperfrei z Kynastu a Trachenbergu | 3. 11. 1810                                             | Joseph Gotthard Antonín Schaffgotsch 17. 11. 1767 Vídeň – 7. 5. 1844 Kartouzy u Brna                    | 21. 1. 1835: Oktavián Josef Kinský z Vchynic a Tetova (č. 17)                                                              | Pohřbena 8. 2. 1888. | Bezdětná. Zemřela ve věku 77 let na sešlost. |
| 14.     | (11.)     | Anežka (Agnes) Schaffgotschová zv. Semperfrei z Kynastu a Trachenbergu | 5. 2. 1888 Chlumec nad Cidlinou (zámek Karlova Koruna)  | Maria Josefa Skrbenská z Hříště 11. 9. 1776 Schönhof – 19. 2. 1851                                      | 21. 1. 1835: Oktavián Josef Kinský z Vchynic a Tetova (č. 17)                                                              | Pohřbena 8. 2. 1888. | Bezdětná. Zemřela ve věku 77 let na sešlost. |
| 15.     | (11.)     | Karel z Wüsthoffu                                                      | Velký Varadín                                           | | 22. 9. 1856: Terezie Kinská z Vchynic a Tetova (č. 18)                                                                     | Pohřben 29. 2. 1896 na hřbitově poblíž kostela. V roce 1930 byly jeho exhumované ostatky a ostatky jeho ženy uloženy do nové menší rakve a odvezeny pryč. | C. k. nadporučík ve vojsku v záloze. Zemřel ve věku 66 let na ochrnutí plic (influenza). |
| 15.     | (11.)     | Karel z Wüsthoffu                                                      | 26. 2. 1896 Chlumec nad Cidlinou                        | | 22. 9. 1856: Terezie Kinská z Vchynic a Tetova (č. 18)                                                                     | Pohřben 29. 2. 1896 na hřbitově poblíž kostela. V roce 1930 byly jeho exhumované ostatky a ostatky jeho ženy uloženy do nové menší rakve a odvezeny pryč. | C. k. nadporučík ve vojsku v záloze. Zemřel ve věku 66 let na ochrnutí plic (influenza). |
| 16.     | 12.       | Evžen Kinský z Vchynic a Tetova                                        | 29. 1. 1850 Chlumec nad Cidlinou                        | Jan Křtitel Kinský z Vchynic a Tetova (č. 11)                                                           | 17. 5. 1893 Fény: Ilona (Helena) Csernovits de Macsa et Kis-Oroszi 27. 7. 1865 Szaárd – 31. 1. 1940 Finkenegg, Štýrsko     | Pohřben 19. 5. 1896 v hraběcí hrobce. | Majitel statku Fünfturm ve Štýrsku. Zemřel ve věku 46 let na zánět pobřišnice. Narodily se mu následující děti: - 1. Vera (1895–1925; pohřbena na Ústředním hřbitově ve Štýrském Hradci) - 2. Irene, provd. Kodolitsch von Neuweinsberg und zum Khag a poté Woracziczky von Pabienitz (1896–1982; pohřbena na Ústředním hřbitově ve Štýrském Hradci) |
| 16.     | 12.       | Evžen Kinský z Vchynic a Tetova                                        | 12. 5. 1896 Opatija (Abbazia)                           | Ifigenie Dadányi de Gyülvész (č. 13)                                                                    | 17. 5. 1893 Fény: Ilona (Helena) Csernovits de Macsa et Kis-Oroszi 27. 7. 1865 Szaárd – 31. 1. 1940 Finkenegg, Štýrsko     | Pohřben 19. 5. 1896 v hraběcí hrobce. | Majitel statku Fünfturm ve Štýrsku. Zemřel ve věku 46 let na zánět pobřišnice. Narodily se mu následující děti: - 1. Vera (1895–1925; pohřbena na Ústředním hřbitově ve Štýrském Hradci) - 2. Irene, provd. Kodolitsch von Neuweinsberg und zum Khag a poté Woracziczky von Pabienitz (1896–1982; pohřbena na Ústředním hřbitově ve Štýrském Hradci) |
| 17.     | 11.       | Oktavián Josef Kinský z Vchynic a Tetova                               | 13. 3. 1813 zámek Vlkov nebo Chlumec nad Cidlinou       | Leopold II. Josef Kinský z Vchynic a Tetova (č. 8)                                                      | 21. 1. 1835: Anežka Schaffgotschová zv. Semperfrei z Kynastu a Trachenbergu (č. 14)                                        | Pohřben 1. 6. 1896 v hrobce. | Nejvyšší dědičný hofmistr Českého království, c. k. komoří, skutečný tajný rada. Majitel statku Chlumec nad Cidlinou (1831–1895). Jeden z organizátorů Velké pardubické (1874) a zakladatel plemenné knihy koní Kinských. Zemřel ve věku 83 let na sešlost. Druhá manželka, která byla o 45 let mladší, byla pohřbena na hřbitově v Lužanech u Jičína. |
| 17.     | 11.       | Oktavián Josef Kinský z Vchynic a Tetova                               | 28. 5. 1896 Chlumec nad Cidlinou (zámek Karlova Koruna) | Marie Terezie z Puteani (č. 10)                                                                         | 6. 9. 1888 Chlumec nad Cidlinou: Marie Stubenvollová 31. 7. 1858 Vídeň – 1909                                              | Pohřben 1. 6. 1896 v hrobce. | Nejvyšší dědičný hofmistr Českého království, c. k. komoří, skutečný tajný rada. Majitel statku Chlumec nad Cidlinou (1831–1895). Jeden z organizátorů Velké pardubické (1874) a zakladatel plemenné knihy koní Kinských. Zemřel ve věku 83 let na sešlost. Druhá manželka, která byla o 45 let mladší, byla pohřbena na hřbitově v Lužanech u Jičína. |
| 18.     | 11.       | Terezie Kinská z Vchynic a Tetova                                      | 8. 9. 1822 Chlumec nad Cidlinou                         | Leopold II. Josef Kinský z Vchynic a Tetova (č. 8)                                                      | 22. 9. 1856: Karel z Wüsthoffu (č. 15)                                                                                     | Pohřbena 13. 12. 1904 na hřbitově poblíž kostela. V roce 1930 byly její exhumované ostatky a ostatky jejího manžela uloženy do nové menší rakve a odvezeny pryč. | Soukromnice v Chlumci nad Cidlinou čp. 41–48/II. Zemřela ve věku 82 let na sešlost. |
| 18.     | 11.       | Terezie Kinská z Vchynic a Tetova                                      | 10. 12. 1904 Chlumec nad Cidlinou                       | Marie Terezie z Puteani (č. 10)                                                                         | 22. 9. 1856: Karel z Wüsthoffu (č. 15)                                                                                     | Pohřbena 13. 12. 1904 na hřbitově poblíž kostela. V roce 1930 byly její exhumované ostatky a ostatky jejího manžela uloženy do nové menší rakve a odvezeny pryč. | Soukromnice v Chlumci nad Cidlinou čp. 41–48/II. Zemřela ve věku 82 let na sešlost. |
| 19.     | 13.       | Norbert Kinský z Vchynic a Tetova                                      | 31. 1. 1893 Vídeň                                       | Oktavián Zdenko Kinský z Vchynic a Tetova (č. 21)                                                       | | Ostatky uloženy 1. 12. 1936. | C. k. poručík hulánského pluku č. 11. |
| 19.     | 13.       | Norbert Kinský z Vchynic a Tetova                                      | 13. 10. 1914 Bystrica, padl                             | Georgine Festetics de Tolna (č. 23)                                                                     | | Ostatky uloženy 1. 12. 1936. | C. k. poručík hulánského pluku č. 11. |
| 20.     | 13.       | Margit (Margareta) Kinská z Vchynic a Tetova                           | 12. 8. 1881 St. Gallen, Štýrsko                         | Oktavián Zdenko Kinský z Vchynic a Tetova (č. 21)                                                       | 15. 7. 1919 zámek Sooss bei Loosdorf: Rudolf Coreth zu Coredo 4. 5. 1868 Wieden, Štýrsko – 24. 9. 1939 Eastbourne          | Ostatky uloženy 1. 12. 1936. | |
| 20.     | 13.       | Margit (Margareta) Kinská z Vchynic a Tetova                           | 6. 4. 1928 Opatija (Abbazia)                            | Georgine Festetics de Tolna (č. 23)                                                                     | 15. 7. 1919 zámek Sooss bei Loosdorf: Rudolf Coreth zu Coredo 4. 5. 1868 Wieden, Štýrsko – 24. 9. 1939 Eastbourne          | Ostatky uloženy 1. 12. 1936. | |
| 21.     | 12.       | Oktavián Zdenko Kinský z Vchynic a Tetova                              | 4. 11. 1844 Vukovar nebo Vucova (Temesvukovár)          | Jan Křtitel Kinský z Vchynic a Tetova (č. 11)                                                           | 11. 6. 1877 Budapešť: Georgine Festetics de Tolna (č. 23)                                                                  | Ostatky uloženy 1. 12. 1936. | C. k. komoří (1879), dědičný člen Panské sněmovny rakouské Říšské rady (1898–1918), majitel majorátu Chlumec nad Cidlinou a statku Kratonohy (1895–1922). |
| 21.     | 12.       | Oktavián Zdenko Kinský z Vchynic a Tetova                              | 5. 1. 1932 Opatija (Abbazia)                            | Ifigenie Dadányi de Gyülvész (č. 13)                                                                    | 11. 6. 1877 Budapešť: Georgine Festetics de Tolna (č. 23)                                                                  | Ostatky uloženy 1. 12. 1936. | C. k. komoří (1879), dědičný člen Panské sněmovny rakouské Říšské rady (1898–1918), majitel majorátu Chlumec nad Cidlinou a statku Kratonohy (1895–1922). |
| 22.     | 13.       | Terezie (Therese) Kinská z Vchynic a Tetova, zv. Sita                  | 16. 1. 1884 Vídeň                                       | Oktavián Zdenko Kinský z Vchynic a Tetova (č. 21)                                                       | | Ostatky uloženy 1. 12. 1936. | Čestná dáma ústavu šlechtičen U sv. Andělů v Praze. |
| 22.     | 13.       | Terezie (Therese) Kinská z Vchynic a Tetova, zv. Sita                  | 1. 7. 1932 Opatija (Abbazia)                            | Georgine Festetics de Tolna (č. 23)                                                                     | | Ostatky uloženy 1. 12. 1936. | Čestná dáma ústavu šlechtičen U sv. Andělů v Praze. |
| 23.     | (12.)     | Georgine Festetics de Tolna                                            | 1. 12. 1856 Šoproň                                      | György (Jiří) Festetics de Tolna 23. 4. 1815 Vídeň – 12. 2. 1883 Vídeň                                  | 11. 6. 1877 Budapešť: Oktavián Zdenko Kinský z Vchynic a Tetova (č. 21)                                                    | Ostatky uloženy 1. 12. 1936. | Dáma Řádu hvězdového kříže (1882) a palácová dáma. Narodily se jí následující děti: - 1. František Xaver (1878–1935; č. 24) - 2. Ilona (Helena), provd. Hoyos zu Stichsenstein (1879–1968; pohřbena na hřbitově ve Schwertbergu) - 3. Margareta, provd. Coreth zu Coredo (1881–1928; č. 20) - 4. Therese (1884–1932; č. 22) - 5. Aloysia (Alice), provd. Thurn und Valsassina-Como-Vercelli (1886–1975; pohřbena na hřbitově v Bleiburgu) - 6. Norbertine (Nora), provd. Wilczek (1888–1923; pohřbena v Klimkovicích) - 7. Johanna, provd. Esterházy von Galántha a poté Trauttmansdorff-Weinsberg (1891–1984; pohřbena v hrobce na hřbitově v Trautmannsdorfu in Oststeiermark) - 8. Norbert (1893–1914; č. 19) - 9. Zdenko (1896–1975; pohřben v Dietrichsteinské hrobce na Vídeňském ústředním hřbitově) |
| 23.     | (12.)     | Georgine Festetics de Tolna                                            | 30. 11. 1934 Opatija (Abbazia)                          | Eugenie Erdődy de Monyorókerék et Monoszló 13. 11. 1826 Vídeň – 19. 8. 1894 Ischl                       | 11. 6. 1877 Budapešť: Oktavián Zdenko Kinský z Vchynic a Tetova (č. 21)                                                    | Ostatky uloženy 1. 12. 1936. | Dáma Řádu hvězdového kříže (1882) a palácová dáma. Narodily se jí následující děti: - 1. František Xaver (1878–1935; č. 24) - 2. Ilona (Helena), provd. Hoyos zu Stichsenstein (1879–1968; pohřbena na hřbitově ve Schwertbergu) - 3. Margareta, provd. Coreth zu Coredo (1881–1928; č. 20) - 4. Therese (1884–1932; č. 22) - 5. Aloysia (Alice), provd. Thurn und Valsassina-Como-Vercelli (1886–1975; pohřbena na hřbitově v Bleiburgu) - 6. Norbertine (Nora), provd. Wilczek (1888–1923; pohřbena v Klimkovicích) - 7. Johanna, provd. Esterházy von Galántha a poté Trauttmansdorff-Weinsberg (1891–1984; pohřbena v hrobce na hřbitově v Trautmannsdorfu in Oststeiermark) - 8. Norbert (1893–1914; č. 19) - 9. Zdenko (1896–1975; pohřben v Dietrichsteinské hrobce na Vídeňském ústředním hřbitově) |
| 24.     | 13.       | František Xaver (Franz-Xaver) Kinský                                   | 23. 5. 1878 Vídeň                                       | Oktavián Zdenko Kinský z Vchynic a Tetova (č. 21)                                                       | 19. 11. 1927 Bor u Tachova: Maria Benedikta z Schönbornu 29. 10. 1896 Praha – 6. 4. 1957 Praha                             | Ostatky uloženy 1. 12. 1936. | C. k. komoří (1905), státní úředník, nadporučík husarů v záloze, rytíř Řádu železné koruny 3. třídy, majitel statku Chlumec nad Cidlinou (1922–1935). Manželka byla pohřbena na Břevnovském hřbitově v Praze. |
| 24.     | 13.       | František Xaver (Franz-Xaver) Kinský                                   | 10. 12. 1935 Chlumec nad Cidlinou                       | Georgine Festetics de Tolna (č. 23)                                                                     | 19. 11. 1927 Bor u Tachova: Maria Benedikta z Schönbornu 29. 10. 1896 Praha – 6. 4. 1957 Praha                             | Ostatky uloženy 1. 12. 1936. | C. k. komoří (1905), státní úředník, nadporučík husarů v záloze, rytíř Řádu železné koruny 3. třídy, majitel statku Chlumec nad Cidlinou (1922–1935). Manželka byla pohřbena na Břevnovském hřbitově v Praze. |
| 25.     | 14.       | Radslav Kinský                                                         | 14. 6. 1928 Obora Kněžičky u Chlumce nad Cidlinou       | Zdenko Radslav Kinský 14. 7. 1896 Chlumec nad Cidlinou – 1. 1. 1975 Řím                                 | 29. 11. 1958 Paříž: Thamara Amilakvari 29. 7. 1935 Paříž – 17. 4. 2019 Paříž                                               | Poslední rozloučení se uskutečnilo 25. 10. 2008 v konventním kostele Nanebevzetí Panny Marie a svatého Mikuláše ve Žďáru nad Sázavou. Mši sloužil brněnský biskup Vojtěch Cikrle, nekrolog pronesl Karel Schwarzenberg. V neděli 26. 10. bylo jeho tělo uloženo do rodinné hrobky. | MVDr., čestný rytíř Maltézského řádu, velkkopřevore Českého velkopřevorství Řádu sv. Lazara, majitel statku Žďár nad Sázavou. Narodily se mu dva synové: - 1. Konstantin Norbert (Constantin Norbert; * 1961) - 2. Karel Mikuláš (Charles Nikolas; * 1965) Manželka byla pohřbena v rodinném hrobu rodiny Amilakvari v Paříži. |
| 25.     | 14.       | Radslav Kinský                                                         | 12. 10. 2008 Žďár nad Sázavou                           | Eleonora Clam-Gallasová 4. 11. Frýdlant v Čechách – 31. 5. 1967 Vídeň                                   | 29. 11. 1958 Paříž: Thamara Amilakvari 29. 7. 1935 Paříž – 17. 4. 2019 Paříž                                               | Poslední rozloučení se uskutečnilo 25. 10. 2008 v konventním kostele Nanebevzetí Panny Marie a svatého Mikuláše ve Žďáru nad Sázavou. Mši sloužil brněnský biskup Vojtěch Cikrle, nekrolog pronesl Karel Schwarzenberg. V neděli 26. 10. bylo jeho tělo uloženo do rodinné hrobky. | MVDr., čestný rytíř Maltézského řádu, velkkopřevore Českého velkopřevorství Řádu sv. Lazara, majitel statku Žďár nad Sázavou. Narodily se mu dva synové: - 1. Konstantin Norbert (Constantin Norbert; * 1961) - 2. Karel Mikuláš (Charles Nikolas; * 1965) Manželka byla pohřbena v rodinném hrobu rodiny Amilakvari v Paříži. |